# Pere I de Palència
Pere hauria estat un religiós hispanovisigot, bisbe de Palència als voltants de l'any 506.
Flórez i Paz no dubten de l'existència del prelat, que hauria estat successor de Pastor. L'identifiquen amb un Petrus Episcopus de Palatio que va assistir al concili d'Agde (506) trobant-se de forma accidental a la Gàl·lia. Flórez dedueix que Palatio és Palència basant-se en el fet que Pèire de Marca, arquebisbe de París, va reconèixer al bisbe de Palència anomenant-lo Palatio i, així mateix, perquè a la Gàl·lia no hi havia cap títol similar i el concili es va dur a terme durant el regnat i en terres del rei visigot Alaric II, pel que no seria estrany trobar un bisbe hispà que pogués trobar-se a la cort de Tolosa hi assistís. L'absència de Pere durant aquest període, que suposadament romandria a la cort visigoda, serveix de motiu a Flórez, Paz i Pulgar de l'acció de Montà, arquebisbe de Toledo, d'anul·lar l'elecció d'un nou bisbe de Palència vers el 527 i, de fet, el concili de Toledo que es va celebrar aquell any no va comptar amb la presència de cap bisbe d'aquesta seu. Retirat el bisbe il·legítim, Montà va nomenar el prevere Toribi com a vicari de la diòcesi amb tota potestat per reprimir els excessos dels clergues palentins.